# 萨里拉
萨里拉（Sarila），是印度北方邦Hamirpur县的一个城镇。总人口7858（2001年）。

## 人口
该地2001年总人口7858人，其中男性4204人，女性3654人；0—6岁人口1313人，其中男700人，女613人；识字率49.38%，其中男性为63.80%，女性为32.79%。